# Zachtronics
Zachtronics LLC is een Amerikaanse onafhankelijke studio voor het ontwikkelen van computerspellen, vooral bekend om hun technische puzzelspellen en programmeerspellen. Zachtronics is opgericht door Zach Barth, die de rol van hoofdontwerper vervult.

## Geschiedenis
Zachtronics is opgericht door de Amerikaanse ontwerper en programmeur van videogames Zach Barth. Barth begon al vroeg in zijn leven met het maken van games en ontwikkelde zijn programmeervaardigheden verder bij het Rensselaer Polytechnic Institute (RPI), waar hij lid werd van de gameontwikkelingsclub. Barth studeerde computersysteemtechniek en informatica aan RPI. Hij was een van de drie studenten die het interdisciplinaire team van het CapAbility Games Research Project leidde. Dit project was een samenwerking tussen het RPI en het Center for Disability Services in Albany, New York. In 2008 produceerde het team Capable Shopper, een winkel-simulatiespel voor spelers met verschillende mate van beperkingen.
Barth's eerste spellen waren over het algemeen gratis browsergames die op zijn website werden aangeboden. Een van die spellen was Infiniminer, het blokken bouwen spel dat uiteindelijk de inspiratie vormde voor het spel Minecraft van Mojang. Tot Barth zijn eerdere, niet-commerciële spellen, behoorden twintig spellen die op zijn oude website werden gepubliceerd en "vijf goede" die hij naar de nieuwe site overbracht. Vier hiervan maakte gebruik van Flash waardoor ze platform onafhankelijk waren, ondanks Flash's "verschrikkelijke" ontwikkelomgeving. Het andere spel is gebaseerd op .NET, voor meer programmeergemak. SpaceChem gebruikte ook .NET, omdat Barth C# beschouwt als "de beste taal ooit uitgevonden". Verder koos hij voor  OpenGL in plaats van XNA, omdat hij zich hierdoor kon richten op de drie besturingssystemen die nodig waren voor opname in de Humble Indie-bundel.
Na het voltooien van The Codex of Alchemical Engineering en het ontvangen van positieve feedback, kwam Barth op het idee om commerciële games te maken. De eerste was SpaceChem, waarvoor hij het Zachtronics-label ontwikkelde. Het was ook de eerste game waarin hij een aantal medewerkers aannam om te helpen.  SpaceChem werd lovend ontvangen, wat Barth ertoe bracht meer games te blijven ontwikkelen onder het Zachtronics-label. Een paar ideeën kwamen niet aan het licht en met de verwachting dat de studio nog een game zou maken, koos hij ervoor om Ironclad Tactics te maken. Ironclad Tactics was meer een realtime gebaseerd kaartspel was dan een puzzel spel. Ironclad Tactics deed het niet zo goed als SpaceChem, waardoor Barth zich realiseerde dat er meer markt was voor de puzzel spellen die hij eerder had ontwikkeld. Vandaar dat hij terugkeerde naar zijn op Flash gebaseerde spellen. Aanvankelijk wilde hij The Codex of Alchemical Engineering gebruiken om er een volledige commerciële release van te maken, maar in plaats daarvan produceerde hij Infinifactory en later TIS-100.
In 2015 trad Barth toe tot Valve om aan SteamVR te werken. Hij werkte daar 10 maanden voordat hij vertrok. Tegen de tijd dat hij bij Valve begon te werken, overwoog Barth om Zachtronics te sluiten vanwege de stress van het runnen van het bedrijf naast de nieuwe verantwoordelijkheden bij Valve. Ergens tussen de release van TIS-100 en Shenzhen I/O was Barth in contact gekomen met Alliance Media Holdings. Alliance Media Holdings bood aan om de studio te kopen en de publicatie van de games te beheren, terwijl Barth zijn creatieve rol en controle kon behouden. Sinds de overname van de studio heeft het Shenzhen I/O, Opus Magnum (een spirituele opvolger van The Codex) en Exapunks gepubliceerd.
In juni 2019 heeft de studio het boek Zach-Like gepubliceerd, met ontwerpdocumenten en ander referentiemateriaal dat door Barth en zijn team werd gebruikt tijdens de ontwikkeling van zijn games. Zachtronics gebruikte Kickstarter om begin 2019 fysieke kopieën van het boek te produceren. Vervolgens werd het boek in juni 2019 ook uitgebracht als een gratis eBook op Steam, samen met een bundel van oudere Barth-titels. Zachtronics lanceerde in juni 2019 ook Zachademics, een programma waarmee educatieve en non-profitorganisaties de spellen Infinifactory, TIS-100, Shenzen I/O, Opus Magnum en Exapunks gratis kunnen downloaden en gebruiken voor educatieve doeleinden. Op een vergelijkbare manier heeft Zachtronics dit eerder al gedaan met SpaceChem.

## Video Games
Zachtronics heeft de volgende video games uitgebracht:
- SpaceChem
- Ironclad Tactics
- Infinifactory
- TIS-100
- Shenzhen I/O
- Opus Magnum
- Exapunks
- Eliza
- MOLEK-SYNTEZ